# Campionati del mondo di ciclismo su strada 1959
I Campionati del mondo di ciclismo su strada 1959 si disputarono a Zandvoort nei Paesi Bassi il 16 agosto 1959.
Furono assegnati tre titoli:
- Prova in linea Donne, gara di 72 km
- Prova in linea Uomini Dilettanti, gara di 189,200 km
- Prova in linea Uomini Professionisti, gara di 292,033 km

## Storia
Dopo le due edizioni corse sul circuito di Valkenburg aan de Geul, nel 1959 fu Zandvoort ad ospitare i mondiali. Al via, il campione mondiale uscente Ercole Baldini non aveva la stessa condizione dell'anno precedente, mentre la selezione belga era divisa tra Rik Van Steenbergen e Rik Van Looy. Fu così il francese André Darrigade, al termine di una lunga fuga, a vincere il titolo in una volata ristretta. L'italiano Michele Gismondi, già due volte quarto, vinse la medaglia d'argento. Su sessantanove corridori partiti, quarantaquattro conclusero la prova.
Gustav-Adolf Schur, Germania dell'Est, bissò il titolo dilettanti del 1958. Tra le donne si impose invece la belga Yvonne Reinders.

## Medagliere
| Pos.   | Nazione          | Oro | Argento | Bronzo | Totale |
| ------ | ---------------- | --- | ------- | ------ | ------ |
| 1      | Belgio           | 1   | 0       | 2      | 3      |
| 2      | Francia          | 1   | 0       | 0      | 1      |
| 2      | Germania Est     | 1   | 0       | 0      | 1      |
| 4      | Unione Sovietica | 0   | 1       | 1      | 2      |
| 5      | Paesi Bassi      | 0   | 1       | 0      | 1      |
| 5      | Italia           | 0   | 1       | 0      | 1      |
| Totale | Totale           | 3   | 3       | 3      | 9      |

## Sommario degli eventi
| Eventi                 | Oro                             | Tempo                      | Argento                       | Tempo | Bronzo                          | Tempo |
| Uomini Professionisti  |                                 |                            |                               |       |                                 |       |
| Gara in linea dettagli | André Darrigade Francia         | 7h30'43" Media 38,875 km/h | Michele Gismondi Italia       | s.t.  | Noël Foré Belgio                | s.t.  |
| Uomini Dilettanti      |                                 |                            |                               |       |                                 |       |
| Gara in linea dettagli | Gustav-Adolf Schur Germania Est | 4h39'02"                   | Bas Maliepaard Paesi Bassi    | ?     | Constant Goossens Belgio        | ?     |
| Donne                  |                                 |                            |                               |       |                                 |       |
| Gara in linea dettagli | Yvonne Reinders Belgio          | ?                          | Aino Puronen Unione Sovietica | ?     | Vera Gorbačëva Unione Sovietica | ?     |